# Nygard Station
Nygard Station (Nygard stasjon) er en tidligere jernbanestation på Gjøvikbanen, der ligger ved Nygard i Oppland fylke i Norge. Stationen blev oprettet ved Gjøvikbanens åbning 28. november 1902 som en holdeplads, der kun havde ekspedition af passagerer og gods. 1. maj 1914 blev den opgraderet til station med ekspedition af tog, passagerer og gods.
Nygard havde status som station indtil 2. juni 1985, hvor den blev den nedgraderet til ubetjent trinbræt. 11. juni 2006 ophørte betjeningen med persontog for at reducere den samlede rejsetid på Gjøvikbanen mellem Oslo og Gjøvik. Stationen, der ligger 206,9 meter over havet, 119,38 km fra Oslo S, er dog ikke nedlagt formelt.